# Tony Vilas
Tony Vilas (Buenos Aires, 3 de junio de 1944 - ibídem, 1 de julio de 2013) fue un actor argentino de cine, teatro y televisión.

## Historia
Tony Vilas era un reconocido actor egresado del Colegio Nacional Mariano Moreno y de la Escuela Nacional de Arte Dramático. Con su rostro frío y su mirada penetrante interpretó inicialmente a numerosos villanos, aunque en sus últimas apariciones interpretó a héroes secundarios.
Comenzó en el mundo del espectáculo en 1977, y actuó en más de 12 películas.

## Cine
- 1968: Ufa con el sexo como un vendedor de camas
- 1969: Breve cielo dirigido por David José Kohon.
- 1970: La cosecha dirigida por Marcos Madanes
- 1973: Hipólito y Evita junto a Guillermo Battaglia, Ricardo Bauleo y César Bertrand.[4]
- 1974: La vuelta de Martín Fierro con Enrique Alonso, Hugo Arana y Enzo Bai.
- 1974: Los golpes bajos dirigida por Mario Sabato
- 1986: Correccional de mujeres, personificando a uno de los criminales, Raúl, junto a Edda Bustamante, Julio de Grazia, Erika Wallner y Thelma Stefani.
- 1986: Así no es vida como Pedro, en compañía de Ricardo Bauleo y Luis Tasca.
- 1987: Obsesión de venganza como Tony, en compañía de Arturo Bonín, Alicia Zanca y Luis Tasca.
- 1996: Eva Perón, de Juan Carlos Desanzo encarnando al expresidente de facto Edelmiro Farrell, protagonizada por Esther Goris, Víctor Laplace y Cristina Banegas.
- 1997: Comodines como Alfredo Estévez, junto a Carlos Calvo, Adrián Suar y Rodolfo Ranni.
- 2011: Nazión junto a Cristina Banegas.[5]

## Televisión
- 1977: Mi hermano Javier en el papel de Alonso, y protagonizado por Claudio García Satur, Juan José Camero y Luisina Brando.
- 1979: El león y la rosa como Daniel, con Susú Pecoraro, Claudio García Satur y María Aurelia Bisutti.
- 1981: Los especiales de ATC
- 1981: Barracas al sur
- 1982: Viva América, como Pedro Benavídez, junto a Alicia Anderson, Roxana Berco y Edda Bustamante.
- 1983: Esa provinciana, en el papel de Aldo, con Camila Perissé, Juan José Camero y Marcelo Alfaro
- 1984: Yolanda Luján, encarnando a Sergio Larrazábal.
- 1984: Casa de muñecas, emitida por Canal 11
- 1984: El viejo Hucha, junto con Osvaldo Terranova.
- 1985: El pulpo negro de Narciso Ibáñez Menta, como Armando, en compañía de Osvaldo Brandi, Héctor Biuchet, Erika Wallner y Cristina Lemercier.
- 1985: Cuentos para ver con Carlos Carella, Chany Mallo, Flora Steinberg y Miguel Ligero.
- 1986: Venganza de mujer con Luisa Kuliok, Raúl Taibo y Daniel Miglioranza.
- 1987: Hombres de ley
- 1988: Mi nombre es coraje, como Rodrigo.
- 1989: La extraña dama en el papel de Pablo y de don Nicoli.
- 1990: Atreverse, episodio titulado Tarde o temprano, en el rol de Víctor.
- 1992: La elegida, en el rol de Armando Montenegro, con Andrea Barbieri, Juan Darthés e Ivo Cutzarida.
- 1993: Apasionada, como Joaquín
- 1993: Casi todo, casi nada, junto a Georgina Barbarossa, Jorge Marrale y María de los Ángeles Medrano.
- 1994: Para toda la vida
- 1994: El día que me quieras, en la que encarnó el papel de Rodolfo.
- 1996: Son cosas de novela
- 1996: Poliladron, junto a Adrián Suar y Laura Novoa.
- 1996: Verdad consecuencia, como Santiago, junto a Fabián Vena, Emilia Mazer y Antonio Birabent.
- 1997: Hombre de mar
- 1999: Por el nombre de Dios, como Hermes, junto a Alfredo Alcón y Adrián Suar.
- 1999/2000: Verano del 98 como el padre Enrique Gutiérrez.
- 2000: Primicias
- 2001: Campeones de la vida como Tony, con Soledad Silveyra y Osvaldo Laport.
- 2001: Yago, pasión morena, como Caburé, protagonizado por Facundo Arana, Gianella Neyra y Norberto Díaz.
- 2002: Los simuladores, como Bruno Sontag, junto a Federico D'Elía, Diego Peretti, Martín Seefeld y Alejandro Fiore.[6]

## Teatro
En teatro se destacó como un actor protagónico y de reparto en diversos espectáculos. Fue una de las figuras características del elenco estable del entonces Teatro Municipal General San Martín, mientras esa agrupación existió. Entre sus obras están:
- Doce hombres en pugna, de Reginald Rose, y cuya directora fue China Zorrilla.
- Los invertidos de José González Castillo, junto a Antonio Grimau y Lorenzo Quinteros.
- Déjala sangrar.
- Lorenzaccio (1978)
- La muerte de un viajante (1979)
- Las de Barranco (1983).
- ¡Guarda abajo!.
- Paternóster, de Jacobo Langsner
- Vamo y vamo.
- El camino a La Meca.
- Viejos conocidos, de Roberto Cossa, y dirigida por Daniel Marcove.
- Crónica de la caída de uno de los hombres de ella, de Daniel Veronese y dirigida por Salvador Lloveras.
- Besos en la frente, junto con China Zorrilla.
- La tempestad (2000) de William Shakespeare, dirigida por Lluís Pasqual.
- Antígona, de Sófocles, dirigida por Alberto Ure.
- Espectros, de Henrik Ibsen.
- Plaza hay una sola.

## Premios
En 1989 Tony Vilas fue el ganador de un Premio Trinidad Guevara al mejor actor por Antígona, otorgado por el Gobierno Autónomo de la ciudad de Buenos Aires.

## Fallecimiento
Tony Vilas murió el 1 de julio de 2013 luego de estar internado unas semanas en la Clínica de la Providencia, en la ciudad de Buenos Aires. Sus restos descansan en el panteón argentino de actores del Cementerio de la Chacarita. Tenía 69 años